# Jerry Smith
Rodrigo Silva dos Santos, mais conhecido como Jerry Smith (Una, 6 de julho de 1994), é um cantor e compositor brasileiro.

## Biografia
Smith nasceu em Una, na Bahia, mas em sua infância passou a residir na cidade de Diadema. Seu nome artístico "Jerry" foi inspirado do desenho em que assistia na infância, Tom & Jerry, e "Smith" do seriado que era fã, Um Maluco no Pedaço, do ator Will Smith.

## Carreira
Após tentativas sem sucesso de se tornar jogador profissional de futebol, começou sua carreira como cantor de funk no ano de 2015, ao lado de MC Zaac. Em abril de 2016, foi lançado o primeiro single da dupla, "Bumbum Granada", que alcançou a primeira posição nacional nas paradas musicais do Spotify e ITunes, alcançando também registros paradas musicais do Paraguai, Portugal, Bolívia e República Dominicana, se tornando o clipe mais visto no Brasil em 2016. No mesmo ano, foram lançados os singles "Desce Danadinha", "Paranauê", "Em Dubai", "Nos Fluxos" e "Aquecendo". Em dezembro de 2016, a dupla anunciou a separação e ambos seguiram carreira solo.
No mesmo mês, Jerry lançou seu primeiro solo, "Na Onda do Beat". Em 2017, foram lançados os singles "Opa Opa", em parceria com o funkeiro MC WM, "Pode Se Soltar", "Bonde Quer Ver", em parceria com Mr. Catra, "Vai Desceno", "Nossa Que Absurdo", em parceria com MC Nando DK, "Senta e Quica Pro Chefe" em parceria com MC Novin, "Trófeu do Ano", em parceria com Nando DK e DJ Cassula, "Na Pontinha", em parceria com Menininho, e  "Rabança", em parceria com Japa. Em novembro do mesmo ano, MC Zaac lançou em parceria com o cantor o single "Tribo das Danadas".
Em 2018, lançou os singles "Menina Braba", "Não Se Apaixona" em parceria com MC Loma e As Gêmeas Lacração e DJ Kévin, "Kikadinha" e "Vou Falar Pra Tú". Em janeiro de 2019, lançou em parceria com Wesley Safadão o single "Quem Tem o Dom". Em fevereiro, o cantor lançou seu primeiro EP, Versão Pagodão, com 4 faixas. Em maio de 2019, lançou seu novo single, "Casalzin".

## Discografia

### Como artista principal
| "Nos Fluxos" (com MC Zaac)                                                      | 2015 | —  |                   | Não adicionado à nenhum álbum |
| "Bumbum Granada" (com MC Zaac)                                                  | 2016 | —  |                   | Não adicionado à nenhum álbum |
| "Desce Danadinha" (com MC Zaac)                                                 | 2016 | —  |                   | Não adicionado à nenhum álbum |
| "Tribo das Danadas" (com MC Zaac)                                               | 2017 | —  |                   | Não adicionado à nenhum álbum |
| "Na Onda do Beat"                                                               | 2017 | —  |                   | Não adicionado à nenhum álbum |
| "Opa Opa" (part. MC WM)                                                         | 2017 | —  |                   | Não adicionado à nenhum álbum |
| "Pode Se Soltar"                                                                | 2017 | —  |                   | Não adicionado à nenhum álbum |
| "Nossa Que Absurdo" (part. MC Nando DK)                                         | 2017 | —  |                   | Não adicionado à nenhum álbum |
| "Troféu do Ano"                                                                 | 2017 | —  |                   | Não adicionado à nenhum álbum |
| "Menina Braba"                                                                  | 2018 | —  | - PMB: 2x Platina | Não adicionado à nenhum álbum |
| "Não Se Apaixona" (part. MC Loma e as Gêmeas Lacração)                          | 2018 | —  |                   | Não adicionado à nenhum álbum |
| "Kikadinha"                                                                     | 2018 | —  |                   | Não adicionado à nenhum álbum |
| "Vou Falar Pra Tu"                                                              | 2018 | —  |                   | Não adicionado à nenhum álbum |
| "Quem Tem o Dom" (part. Wesley Safadão)                                         | 2019 | —  |                   | Não adicionado à nenhum álbum |
| "Casalzin"                                                                      | 2019 | —  |                   | Não adicionado à nenhum álbum |
| "O Pai Tá Livre"                                                                | 2019 | —  |                   | Não adicionado à nenhum álbum |
| "A Pampa"                                                                       | 2019 | —  |                   | Não adicionado à nenhum álbum |
| "Os Boys Amam, o Ex Chora" (com Simone & Simaria)                               | 2020 | 35 |                   | Não adicionado à nenhum álbum |
| "—" denota singles que não entraram nas paradas musicais ou não foram lançados. |      |    |                   |                               |

### Como artista convidado
| "Mulherão da Porra" (Munhoz & Mariano part. Jerry Smith)                        | 2017 | —  | — |                    | Não adicionado à nenhum álbum |
| "Rabança" (George Japa part. Jerry Smith)                                       | 2017 | —  | — |                    | Não adicionado à nenhum álbum |
| "Como é Que Faz?" (Rob Nunes part. Jerry Smith)                                 | 2018 | —  | — |                    | Rob Nunes Ao Vivo em Goiânia  |
| "Perfil Durão" (Thaeme & Thiago part. Jerry Smith)                              | 2018 | —  | — |                    | Junto e Misturado             |
| "Não Fala Não Pra Mim" (Humberto & Ronaldo part. Jerry Smith)                   | 2018 | 2  | — |                    | Saideira dos 10 Anos          |
| "Quem Me Dera" (Márcia Fellipe part. Jerry Smith)                               | 2018 | 11 | — | - PMB: 3x Diamante | Made In Studio                |
| "Faz Comigo Outra Vez" (Day & Lara part. Jerry Smith)                           | 2019 | —  | — |                    | Não adicionado à nenhum álbum |
| "Beat Envolvente" (Ruxell part. Jerry Smith e Felipe Original)                  | 2019 | —  | — |                    | Não adicionado à nenhum álbum |
| "Clima Quente" (Pabllo Vittar part. Jerry Smith)                                | 2020 | —  | — |                    | 111                           |
| "Saudade, né Minha Filha" (com Flay)                                            | 2020 | —  | 9 |                    | Não adicionado à nenhum álbum |
| "—" denota singles que não entraram nas paradas musicais ou não foram lançados. |      |    |   |                    |                               |

## Prêmios e indicações
| Ano  | Prêmio                | Categoria       | Indicação                           | Resultado | Ref.   |
| ---- | --------------------- | --------------- | ----------------------------------- | --------- | ------ |
| 2016 | Meus Prêmios Nick     | Gato Trendy     | Jerry Smith                         | Indicado  | [ 25 ] |
| 2017 | Meus Prêmios Nick     | Gato Trendy     | Jerry Smith                         | Indicado  | [ 26 ] |
| 2018 | MTV Millennial Awards | Crush do Ano    | Jerry Smith                         | Indicado  | [ 27 ] |
| 2018 | Meus Prêmios Nick     | Gato Trendy     | Jerry Smith                         | Indicado  | [ 28 ] |
| 2019 | MTV Millennial Awards | Hino de Karaokê | "Quem Me Dera" (com Márcia Fellipe) | Indicado  | [ 29 ] |